# Rolan Gusev
Rolan Aleksandrovič Gusev (in russo Ролан Александрович Гусев?; Aşgabat, 17 settembre 1977) è un allenatore di calcio ed ex calciatore turkmeno naturalizzato russo, di ruolo centrocampista, vice allenatore della Dinamo Mosca.

## Carriera
In precedenza ha vestito le divise di Dinamo Mosca e CSKA Mosca. È stato capocannoniere del campionato russo 2002, con 15 reti.
Con la Nazionale russa conta 31 presenze e 1 rete. Con questa selezione ha partecipato al campionato d'Europa 2004.

## Palmarès

### Club

#### Competizioni nazionali
- Campionato russo: 3

CSKA Mosca: 2003, 2005, 2006
- Coppa di Russia: 3

CSKA Mosca: 2001-2002, 2004-2005, 2005-2006
- Supercoppa di Russia: 3

CSKA Mosca: 2004, 2006, 2007

#### Competizioni internazionali
- Coppa UEFA: 1

Cska Mosca: 2004-2005

### Individuale
- Capocannoniere del campionato russo: 1

2002 (15 gol, a pari merito con Dmitrij Kiričenko)
- Miglior centrocampista destro della Prem'er-Liga (secondo Sport-Express): 4

2002, 2003, 2004, 2005